# Aleurosiphon smilacifoliae
Aleurosiphon smilacifoliae är en insektsart som först beskrevs av Takahashi, R. 1921.  Aleurosiphon smilacifoliae ingår i släktet Aleurosiphon och familjen långrörsbladlöss. Inga underarter finns listade i Catalogue of Life.